# Premiera varșoviană
Premiera varșoviană (în poloneză Warszawska premiera) este un film istoric polonez din 1951, regizat de Jan Rybkowski⁠(d). Rolurile principale sunt interpretate de actorii Jan Koecher, Jerzy Duszyński și Barbara Kostrzewska⁠(d).

## Rezumat
Filmul prezintă viața compozitorului polonez Stanisław Moniuszko (1819–1872) și urmărește eforturile depuse în anul 1857 pentru reprezentarea operei Halka⁠(d) (1848), prima operă națională poloneză, pe scena teatrală din Varșovia. Opera lui Moniuszko, care fusese deja pusă în scenă în orașul Vilnius, a fost reprezentată în premieră la Varșovia abia la 1 ianuarie 1858.

## Distribuție
Sursă: FilmPolski.pl
- Jan Koecher — Stanisław Moniuszko, compozitor polonez
- Jerzy Duszyński  — Włodzimierz Wolski⁠(d), poet, romancier și traducător, libretistul operei Halka
- Barbara Kostrzewska⁠(d) — Paulina Rivoli, interpreta rolului Halka
- Nina Andrycz⁠(d) — Maria Kalergis⁠(d), pianistă și patroană a artelor
- Danuta Szaflarska⁠(d) — contesa Krystyna
- Janusz Warnecki⁠(d) — profesor
- Jan Kurnakowicz⁠(d) — profesorul Jan Quatrini
- Stanisław Żeleński⁠(d) − Józef Sikorski⁠(d), critic muzical
- Gustaw Buszyński⁠(d) — generalul Ignacy Abramowicz⁠(d), directorul teatrului
- Zdzisław Mrożewski⁠(d) — contele Alfred
- Tadeusz Cygler⁠(d) — Julian Dobrski⁠(d), interpretul rolului Jontek
- Wacław Domieniecki — tenorul italian / interpretul părților muzicale cântate de Jontek
- Józef Karbowski⁠(d) — secretarul
- Jan Ciecierski⁠(d) — episcopul
- Kazimierz Opaliński⁠(d) — arhivarul teatrului
- Ludwik Sempoliński⁠(d) — consilierul Klimowicz
- Krystyna Karkowska⁠(d) — chelnerița Magdalenka
- Halina Billing-Wohl⁠(d) — soția lui Moniuszko
- Wacław Ścibor-Rylski — Sacchetti
- Aleksander Gąssowski⁠(d) — contele Jefimow
- Henryk Modrzewski⁠(d) — Sennewald
- Zenon Burzyński — Tunio
- Ludwik Benoit⁠(d) — sculptor, prietenul lui Wolski
- Zdzisław Szymański⁠(d) — jurnalist, prietenul lui Wolski
- Mieczysław Pawlikowski — muzician, prietenul lui Wolski
- Tadeusz Pluciński⁠(d) — pictor, prietenul lui Wolski
- Ryszard Barycz⁠(d) — poet, prietenul lui Wolski
- Emil Karewicz⁠(d) — Georg
- Jan Zieliński⁠(d) — administrator
- Bronisław Darski⁠(d) — portarul (nemenționat)
- Jerzy Kaczmarek (nemenționat)
- Maria Kaniewska⁠(d) — copasagera lui Moniuszko în diligență (nemenționată)
- Krystyna Królikiewicz (nemenționată)
- Wiesława Kwaśniewska⁠(d) (nemenționată)
- Józef Nowak⁠(d) — studentul cu flori (nemenționat)
- Janina Ordężanka⁠(d) (nemenționată)
- Lech Ordon⁠(d) — editorul (nemenționat)
- Bronisław Pawlik⁠(d) — comerciant (nemenționat)
- Czesław Piaskowski⁠(d) (nemenționat)
- Jerzy Pietraszkiewicz⁠(d) (nemenționat)
- Olga Sawicka⁠(d) (nemenționată)
- Teresa Szmigielówna⁠(d) (nemenționată)
- Kazimierz Szubert (nemenționat)
- Janusz Ściwiarski (nemenționat)
- Tadeusz Teodorczyk⁠(d) — jurnalist (nemenționat)

## Producție
Filmările au avut loc în perioada 6 iunie – 9 octombrie 1950. Scenografia filmului a fost concepută de Roman Mann⁠(d). Premiera varșoviană a fost primul film de epocă polonez realizat după cel de-al Doilea Război Mondial și a fost asemănător stilistic cu filmele biografice istorice din alte țări ale Blocului Estic, precum Rimski-Korsakov (1952).

## Premii
Regizorul Jan Rybkowski, coscenaristul Stanisław Różewicz, compozitorul Kazimierz Sikorski și actorul Jan Koecher au fost distinși în anul 1951 cu Premiul de Stat clasa a II-a pentru contribuția lor la realizarea acestui film.